# Bandenwerbung

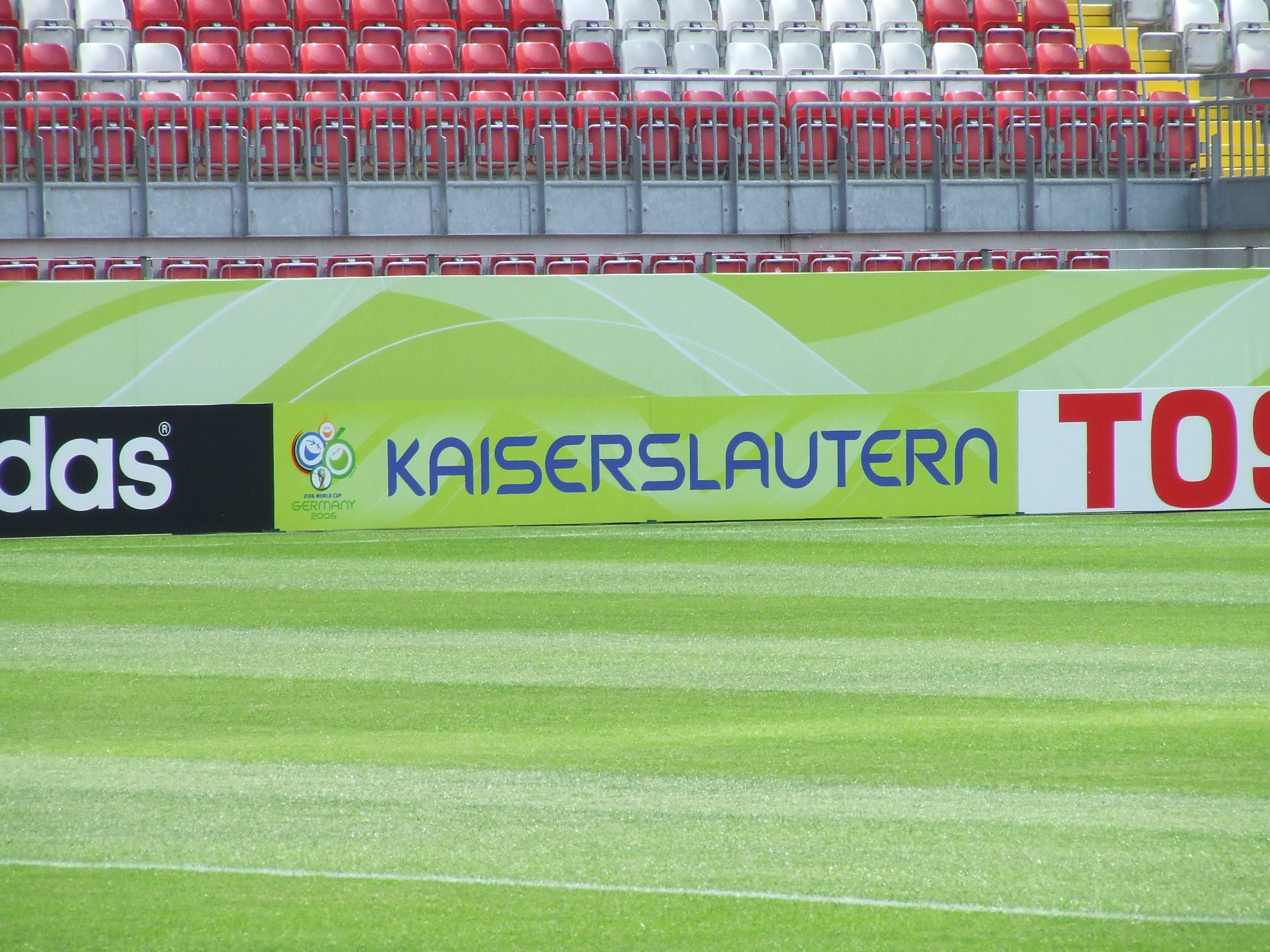
Bandenwerbung während der Fußball-Weltmeisterschaft 2006 im Fritz-Walter-Stadion in Kaiserslautern

Bandenwerbung wird auf unterschiedlich konstruierten Werbeträgern eingesetzt und ist vor allen Dingen gedacht, bei Sportveranstaltungen eine Werbewirkung zu erreichen.

## Allgemeines
Beim Fußball können pro Fußballplatz etwa 240 laufende Meter an Banden unmittelbar entlang der Seitenlinien des Spielfelds platziert werden. Über die Positionierung direkt am Spielfeldrand hinaus sind in den Fußballstadien mittlerweile auch zweite Bandenreihen üblich sowie zusätzliche Eckbanden und Off-Banden. Letztere wenden sich in die Gegenrichtung und sind nur von der jeweiligen Tribüne aus zu sehen. Je nach Bauweise des Stadions oder der Arena kommen auch maßgeschneiderte Sonderlösungen zum Einsatz, um das Vermarktungspotenzial aller bestehenden Flächen auszuschöpfen.
Für alle Bandensysteme gilt, dass die Oberfläche möglichst reflexionsarm sein sollte, um eine Blendung der Zuschauer und Kameras zu vermeiden. Dies wird einerseits mit der Wahl des Oberflächenmaterials erreicht, andererseits mit dem Aufstellwinkel. Behördliche Auflagen gelten unter anderem hinsichtlich des Brandschutzes in Versammlungsstätten, das Material muss daher schwer entflammbar sein. Ferner müssen bei der Positionierung gegebenenfalls Flucht- und Rettungswege beachtet werden.
Ulrich Beckmann hat in seiner Dissertation an der Universität Göttingen (bei Arnd Krüger) die Wirkung von kleinflächiger Bandenwerbung beim Bundesliga-Handball untersucht und festgestellt, dass nur dann, wenn die Werbung pfiffig ist, sie auch einen entsprechenden Erinnerungswert hat. Dies könne am ehesten durch konkrete Poesie erreicht werden.

## Wirtschaftliche Bedeutung
Bandenwerbung wird als ein klassisches Element des Sportsponsorings aufgefasst und gehört aus Marketingsicht zur Kommunikationspolitik des werbenden Unternehmens. Nach der Trikotwerbung gehört die Bandenwerbung zu den bekanntesten und wichtigsten Formen des Sportsponsorings und stellt eine der wichtigsten Formen in der Kategorie Präsenz im Vorfeld und Umfeld von Sportveranstaltungen dar. Insbesondere durch Bandenwerbung können auch regionalwirtschaftliche Effekte erzielt werden.
Die Vermarktung von Bandenwerbung wird unterschiedlich gehandhabt; Vereine lassen diese sowohl durch Sportvermarktungs-Agenturen als auch in Eigenregie vermarkten.

## Erscheinungsformen

### Drehbanden
Besonders vielseitig sind Drehbanden bzw. Rotationsbanden. Pro Modul können mehrere bedruckte Poster-Bahnen nach vorgegebenem Takt nacheinander oder auch als Standbild gezeigt werden. Der Betreiber, also der Verein oder Vermarkter, hat somit viele Kombinationsmöglichkeiten zur Verfügung, um seine Sponsorpartner zu präsentieren. So ist es möglich, einen Partner innerhalb einer kompletten Rotation aller zusammengeschalteten Module rund um das Spielfeld für den bestimmten Zeitraum exklusiv zu zeigen oder aber auch gleichzeitig jedes einzelne Modul mit unterschiedlichen Partnern.
Drehbanden werden in unterschiedlichen Bauweisen und Größen angeboten. Sie können unter anderem hinterleuchtet sein, wodurch sich eine brillantere Darstellung ergibt oder auf Vorder- und Rückseite über Rotationsflächen verfügen.

### Statische Banden
Statische Banden sind der schon seit Jahrzehnten bekannte Klassiker der Stadionwerbung. Es handelt sich um auf Reitern fixierte Metall-, Kunststoff- oder – in heutiger Zeit kaum noch gebräuchlich – Holzpaneele. Je nach Konstruktion und der sich daraus im Querschnitt ergebenden Form unterscheidet man zwischen A- und L-Reitern.

### Sonderformen
Doppelbanden und Cam Carpets sind darauf ausgerichtet, bei Übertragungen auf dem Fernsehbildschirm lesbar zu sein.
Bei Doppelbanden sind die Werbemotive derart auf hintereinander postierte Flächen aufgeteilt, dass sie nur im Blickwinkel der Führungskamera einwandfrei zu erkennen sind. Die meisten Zuschauer im Stadion sehen daher ein zerstückeltes Bild.
Cam Carpets werden hinter den Linien, aber noch vor den Banden flach auf dem Rasen ausgebreitet. Ihre Werbemotive sind so gestaltet, dass sie aus dem Blickwinkel der Führungskamera wie aufrecht stehende Werbeflächen wirken.
Die Werbefläche auf Radialbanden ist gekrümmt und daher größer als die von konventionellen Systemen, die Bildwirkung der abgebildeten Motive ist plastischer.

### Videobanden
Videobanden bestehen aus LEDs und gleichen in ihrer Funktion den Videowänden. Ihr Vorteil besteht in der Möglichkeit, die Werbebotschaften anhand von Animationen zu präsentieren. Wegen spezieller Einsatzbedingungen sind einige technische Parameter anders zu bewerten als bei Videowänden. Insbesondere das Zusammenspiel mit übertragenden Fernsehkameras bedarf einiger Abstimmungsprozesse im Detail, um den störenden Moiré-Effekt, ein Flimmern im Bild, zu minimieren. Seitens der Bande gehört diesbezüglich die Bildwiederholungsrate zu den entscheidenden Faktoren. Für einen hohen Bildkontrast auch unter Einstrahlung grellen Sonnenlichts stehen die u. a. von der Lichtleistung der LEDs abhängige, in Nit angegebene Helligkeit und die Fähigkeit, durch reflexionsarme Oberflächen ein tiefes Schwarz wiederzugeben. Parameter wie der verwendete Pixelabstand und damit die Auflösung stehen in Zusammenhang mit dem optimalen Betrachtungsabstand. Dieser ist in einem Fußballstadion größer als in einer Halle.

#### Verbreitung
Während beim Fußball Videobanden im europäischen Ausland schon länger gebräuchlich sind, haben die Vertreter der Bundesligavereine erst Ende 2007 Richtlinien für den Einsatz solcher Werbebanden in deutschen Stadien aufgestellt. Die Deutsche Fußball Liga (DFL) genehmigte daraufhin eine Testphase in der Rückrunde der Saison (2007/08). Bis zur Saison 2009/10 war der Anteil von Videobanden in den Bundesliga-Stadien bereits angestiegen; ob sich diese Technologie in Deutschland als Standard durchsetzen wird, war damals noch nicht absehbar. In erster Linie der im Vergleich zur Drehbande deutlich höhere Anschaffungspreis wirkte hier als limitierender Faktor. 2010 verfügten sieben der 18 Vereine in der Bundesliga über LED-Banden. Seit Beginn der Saison 2016/17 verfügen alle Clubs der Fußball-Bundesliga über ein LED-Bandensystem. Als letzter Verein stellte Borussia Mönchengladbach sein System von statischen Banden auf LED-Banden um. Auch die Vereine der beiden höchsten deutschen Basketball-Ligen haben komplett auf LED-Bandensysteme umgestellt. Nachdem die BBL bereits zu Beginn der Spielzeit 2013/14 verpflichtend LED-Banden für alle Clubs eingeführt hatte, werden bis zu Beginn der Saison 2018/19 auch die Clubs der 2. Basketball-Bundesliga in die Pflicht genommen und müssen ihre Spielstätten mit LED-Systemen aufrüsten.

### Kosten
Die Kosten für LED-Bandensysteme variieren nach Qualität, Lebensdauer und Wartungsintensität. Ein entscheidendes Kriterium bei den Kosten von LED-Bandensystemen ist der Pixelabstand. Je geringer der Pixelabstand, umso höher die Bildqualität und dementsprechend auch der Preis. Um ein Fußballspielfeld im TV-relevanten Bereich mit LED-Banden auszustatten, werden ca. 240 laufende Meter Bandensystem benötigt. Der Preis für ein solches System liegt laut Herstellerangaben zwischen 450.000 Euro und 1.240.000 Euro.